# パキスタン地震 (2005年)

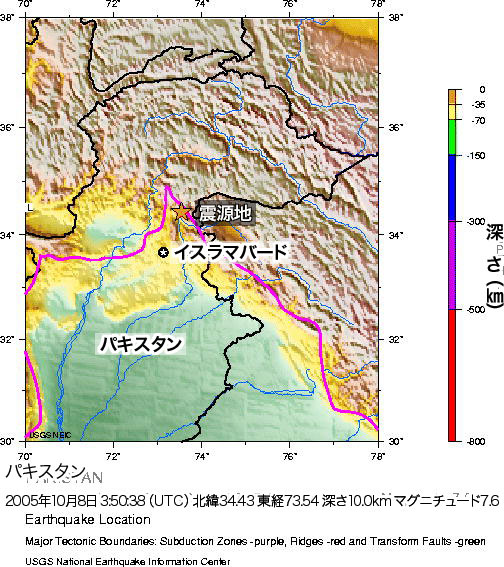
震源位置詳細

2005年のパキスタン地震（パキスタンじしん）は、同年10月8日08時50分（現地時間（UTC+5）、日本時間午後0時50分）にパキスタン北東部とインド北部に跨るカシミール地方で発生した地震である。マグニチュード7.6で、パキスタン・インド両国で死者が7万人超に達するなどの被害があった。
万単位の死者が出るなど被害が甚大であることから「パキスタン大地震」、また「パキスタン北部地震」と呼ばれる場合がある。なお、震央のあるカシミール地方は当時よりパキスタンとインドの係争地であり、震央の位置は厳密には「パキスタン・インド両国の領有権を係争している地域の内、印パ戦争の停戦ラインのパキスタン側でパキスタンが実効支配している地域」である。その関係から、「カシミール地震」と呼ばれる場合もある。

## 地震の詳細とメカニズム
アメリカ地質調査所(USGS)の発表によると、この地震の発生時刻は現地時間(UTC+5)で2005年10月8日8時50分頃、震源は北緯34度31.6分 東経73度34.9分 / 北緯34.5267度 東経73.5817度で、震源の深さは推定値で26km、マグニチュードは（USGSモーメントマグニチュード(Mw)）は7.6だった。なお、USGS表面波マグニチュード(Ms)は7.7だった。震源はパキスタンの首都イスラマバードから北北東約110km付近にあたり、上記の通り印パ係争地域でパキスタンが実効支配するカシミール地方にある。
この付近はパキスタンとインド北部を跨る山岳地帯でヒマラヤ山脈の縁にあたる。インド・オーストラリアプレートが北東方向に移動しながらユーラシアプレートに衝突している地帯で、地震活動は活発な地域である。

### メカニズム、地殻変動と地表断層
発震機構は北東 - 南西方向に圧力軸を持つ逆断層型であった。人工衛星データや現地調査により、北東 - 南西方向に長さ80kmにわたる地表地震断層が出現したことが確認された。これはパキスタン地質調査所や産業技術総合研究所などによる合同調査チームの報告によるもので、地表地震断層は既知の活断層にほぼ一致し、断層主要部のずれは北東側が隆起する逆断層であり発震機構解析と矛盾しないという。また、北西部から中部にかけての約50kmの区間では逆断層成分が特に大きく上下方向の変位が最大5.5mに達したほか、水平方向の変位も大きく、合成すると最大で約9mにも達する変位があったという。一方、南東部の約15kmの区間では断層の連なりが明瞭ではないものの数10cm以下の小さな右横ずれの変位があった。断層付近では、変位に伴う地割れや田畑の段差が現れたほか、バラコット (Balakot)では橋桁を支える地盤と橋脚を支える川床の地盤のずれにより橋桁が浮いて1mも橋脚からずれる現象が発生した。
その後、起震断層はこの震源域に位置するムザファラバード断層とタンダ断層の2つの断層と特定された。
人工衛星Envisatの合成開口レーダー(SAR)による地殻変動観測を解析した国土地理院の報告でも、震源を中心に北西 - 南東方向にのびる帯状の地殻変動域を検出している。1m以上の変位があった地域は帯状に約90kmにわたり、ムザファラバードの北方で最大となる6mの隆起があったと推定されている。また、これをもとに断層の滑り量は最大9mと算出している。

### 余震
発生当日の本震から11時間後にあたる19時46分にM6.3の余震が起き、最大余震となった。これ以降も、10月15日にM5.1、10月24日にM5.6の余震がそれぞれ発生した。

## 被害

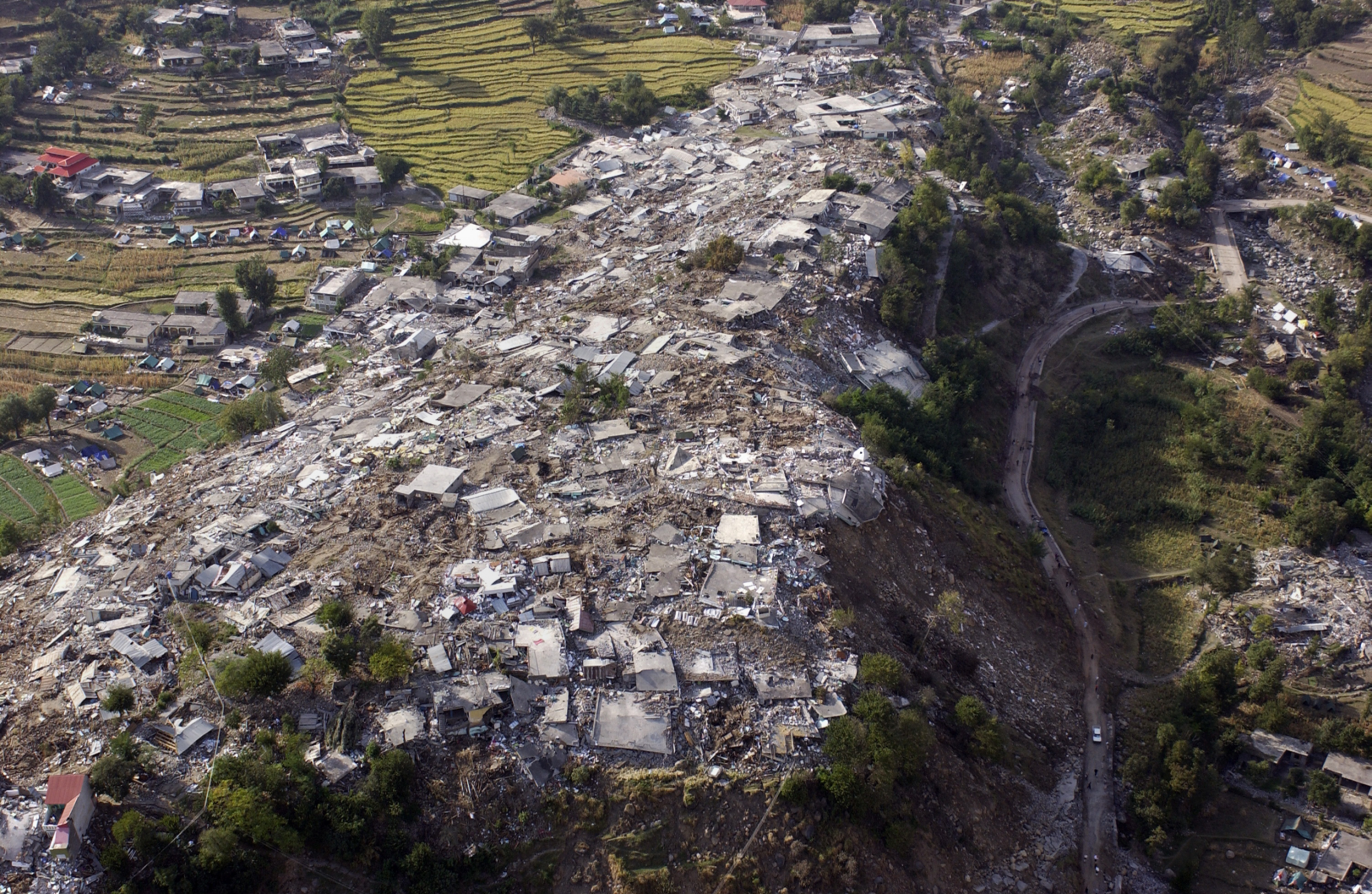
家屋の多くが倒壊した丘の上の集落、バラコット

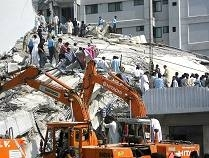
地震で壊れたイスラマバードのアパート、VOAによる

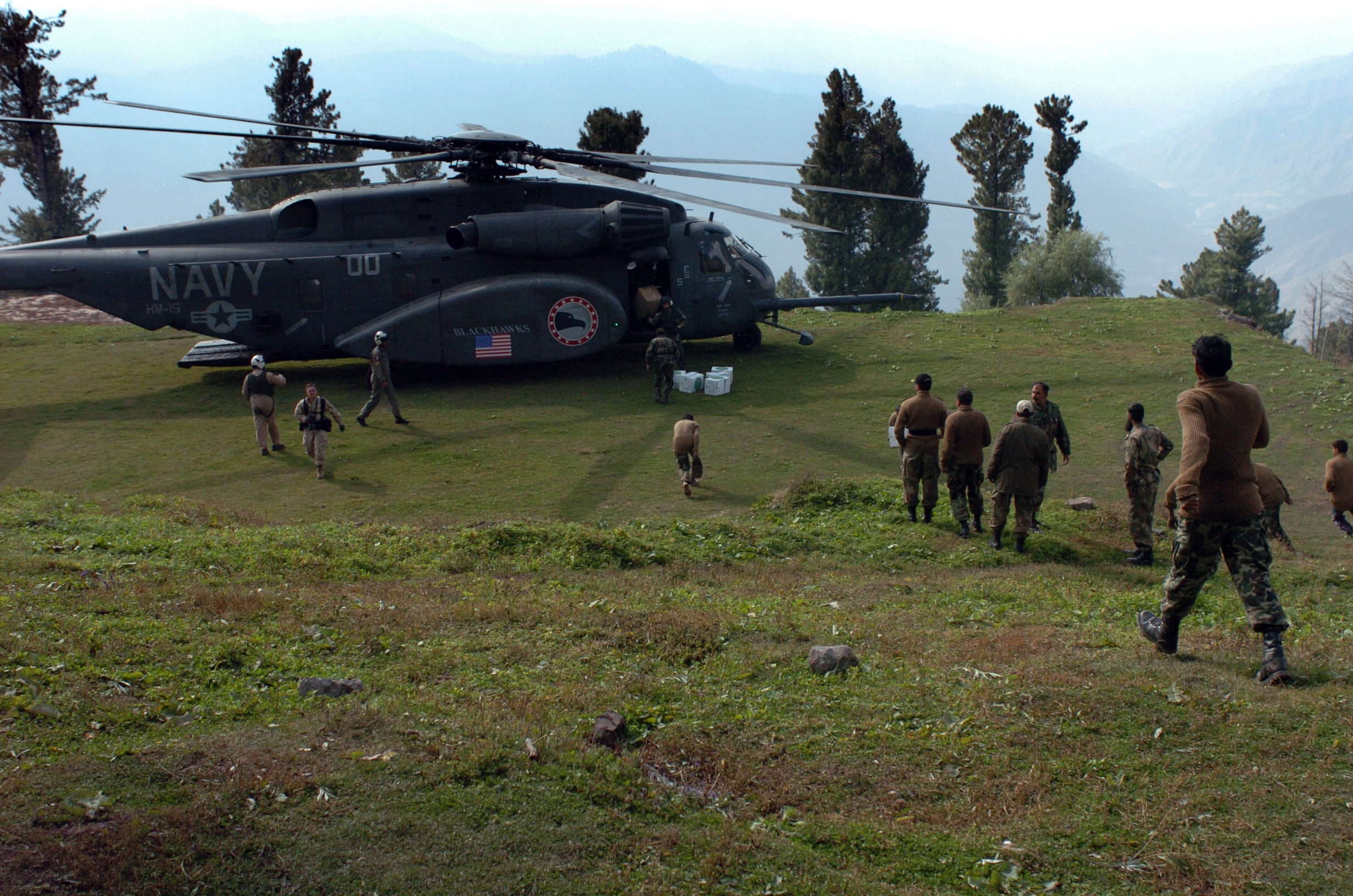
パキスタン軍とアメリカ軍による支援活動

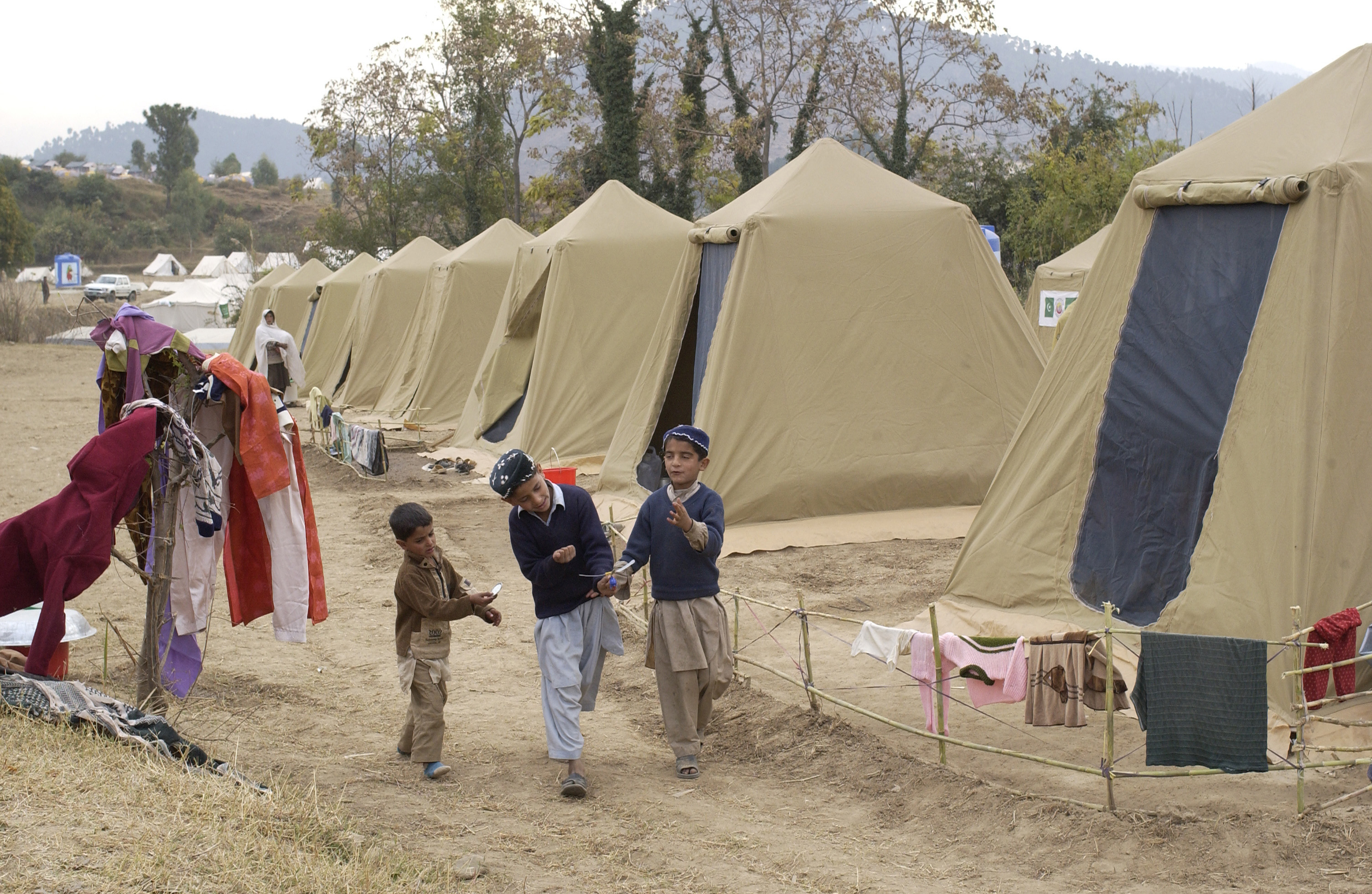
避難民のテント村、Shinkiariにて

USGSの報告による、この地震による死者は計87,300人以上、負傷者は計75,000人以上、家を失った人は推定で約400万人である。被害が大きかったのはパキスタン領内及び同国の支配地域であり、死者では98%（約86,000人）、負傷者では9割（約69,000人）を占めている。なお、国連人道問題調整事務所(OCHA)の2005年12月2日付の報告では、パキスタン政府が報告している死者は73,331人、重傷者は69,392人となっている。またQCHAの2005年10月19日付の報告によれば被災人口はカイバル・パクトゥンクワ州とカシミール地方のパキスタン支配地域内で合わせて273万人と推定されている。
アザド・カシミール州の州都であるムザファラバード（人口約70万人超）では建物被害が顕著で、18,000人が死亡した。中でも市街地から北にあるバンディ ミール ハムダニ (Bandi Mir Hamdani)ではニーラム (Nilam)川西岸斜面の集落が軒並み倒壊したと報告されている。震源域の北西端にある町バラコット (Balakot)では集落内に地表地震断層が出現した。丘の上にあった旧市街をはじめ多くの建物が斜面に建てられており、一部のタンク等を除いてほぼすべての建物が損壊し、住民の85%にあたる1661人が死亡したほか、川沿いの平地の集落でも被害が生じた。震源断層の南東端に位置するウリ (Uri)でも、建物の8割が損壊する被害が出た。
建物被害の特徴として、倒れるというよりも潰れたように崩壊したものが多く、ブロック積みの建物が多いことに起因していると考えられている。また、丘の頂上部に建物が建っている例も多く見られ、地震動が増幅されたことが被害拡大に繋がったという指摘がある。また犠牲者が増えた要因として、当月はラマダンであり、多くの人々が屋内に居たと推定されることも挙げられている。
がけ崩れや地滑りも断層付近を中心に多数発生していて、ムザファラバードの北西部では石灰岩の地層が高さ300mにわたって地滑りを起こしてキシャンガンガ川の河道を塞ぎ、一時は天然ダムを形成した。また、ムザファラバードの南東約40kmにある町ハティアンでも地すべりによりジェラム川の河道が塞がれた。
地すべりや落石により山岳地帯を結ぶ道路（高速道路も含む）が寸断され、数日間孤立した地域もあった。
このほか、アボッターバード、グジュラーンワーラー、グジュラート、イスラマバード、ラホール、ラーワルピンディーなどパキスタン北東部の多くの都市で建物被害が出た。イスラマバードでは外国人居住者が多い高層アパート2棟が崩壊し死者が出た。この事故では日本人家族も被災し、父子2人が犠牲になっているが、イスラマバードの揺れは鉄筋コンクリードに対して致命的損傷を及ぼすレベルではなく、このアパートに関しては設計・施工不良などの違法建築だった可能性が指摘されている。
また、インドでも死者1,350人、負傷者6,266人となったほか、ジャンムー・カシミール州内で32,300余りの建物が損壊し、北部の広い範囲で揺れを観測した。カシミール渓谷やジャンムーでは液状化現象や墳砂が観測されている。アフガニスタンでも、1人が死亡し、若干の建物被害が報告されている。
| 順位 | 震央                           | 発生日（UTC）  | 死者・行方不明者数（人） | 規模（M） |
| ---- | ------------------------------ | -------------- | ------------------------ | --------- |
| 1    | 中国・華県                     | 1556年1月23日  | 約830,000                | 8.0       |
| 2    | ハイチ・ポルトープランス       | 2010年1月12日  | 約320,000                | 7.0       |
| 3    | アンティオキア                 | 115年12月13日  | 約≧260,000               | 7.5       |
| 4    | アンティオキア                 | 526年5月29日   | 約≧250,000               | 7.0       |
| 5    | 中国・唐山                     | 1976年7月28日  | 約≧240,000               | 7.8       |
| 6    | 中国・海原                     | 1920年12月16日 | 約200,000 - 240,000      | 8.6       |
| 7    | インドネシア・アチェ州沖       | 2004年12月26日 | 約230,000                | 9.1       |
| 7    | アゼルバイジャン・ギャンジャ   | 1139年9月30日  | 約230,000                | -         |
| 9    | 中国・洪洞                     | 1303年9月25日  | 約≧200,000               | 7.6       |
| 10   | イラン・ダームガーン           | 856年12月22日  | 約200,000                | 7.9       |
| 11   | イラン・アルダビール           | 893年3月23日   | 約150,000                | -         |
| 12   | シリア・アレッポ               | 533年11月29日  | 約130,000                | -         |
| 12   | シリア・アレッポ               | 1138年10月11日 | 約130,000                | 7.1       |
| 14   | イタリア・メッシーナ           | 1908年12月28日 | 82,000 - 120,000         | 7.1       |
| 15   | トルクメニスタン・アシガバード | 1948年10月6日  | 約110,000                | 7.3       |
| 16   | 日本・関東                     | 1923年9月1日   | 105,385                  | 7.9       |
| 17   | 中国・直隷                     | 1290年9月27日  | 約100,000                | 6.8       |

### 越冬問題
被災地域は高地で冬の訪れが早く長いため、家を失った被災者の収容施設確保などの越冬支援が課題となった。OCHAの2005年12月2日付の報告書では、越冬支援対象を35 - 38万人と推定している。当時の時点でパキスタン軍が約14万人を自軍キャンプに収容しており、赤十字と合わせると収容能力は20万人規模であることが報告されている。　

## 各国・機関の対応
- 日本: 政府は、国際緊急援助隊49人及び医療チーム21人を派遣した[26][27]。また、毛布やテント、浄水器など2500万円相当の緊急援助物資を支援した[27]。さらに無償援助として1億USドルを追加支援した[28][29]。
- 米国: 緊急救援・復興支援策として5000万USドルを支援した他、C-17を利用して約2500世帯分の毛布やテント、水を被災地に送った[30]。
- インド: パキスタン政府と協議の上でテントや毛布、食糧、医薬品約25トンを支援した[31]。また、「土砂崩れなどでパキスタン側からは近づけなくてもインド側からなら比較的容易に入れる被災地が複数ある」としてインド側からの医療救援部隊の投入を提案し、インド空軍ヘリの派遣も申し出たが、パキスタン政府は「停戦ラインは無人地帯。ラインをまたいだ合同救援活動はあり得ない」として提案を拒否した[31]。
- ピースボート: 全壊状態の家々の屋根を覆う越冬用のブルーシートが必要と判断し、約4000枚を支援した[32]。